# Draadloos opladen

Schematische weergave van draadloos opladen: het door de primaire spoel opgewekte magnetisch veld induceert een stroom in de secundaire spoel.

Draadloos opladen is het transport van elektrische energie tussen twee objecten, via een magnetisch veld, dus zonder bekabeling. Deze draadloze energieoverdracht, of inductieve koppeling, maakt gebruik van het natuurkundige principe van de inductie en dient vooral om batterijen op te laden.

## Werking
Draadloos opladen berust op twee van de vier wetten van Maxwell - de inductiewet van Faraday en de wet van Ampère: een elektrische stroom door een spoel wekt een magnetisch veld op, dat op zijn beurt een elektrische spanning induceert in een tweede spoel. Als deze tweede spoel onderdeel is van een gesloten elektrisch circuit, bijvoorbeeld aangesloten op een batterij, dan gaat er in de tweede spoel een stroom lopen. Feitelijk is er sprake van een transformator.
Sinds augustus 2009 is Qi (spreek uit: chi) de standaard voor energieoverdracht van lage vermogens (tot 5 watt) over een afstand tot 4 cm.

## Voor- en nadelen
Voordelen
- geen draad nodig tussen oplader en op te laden apparaat
- minder slijtage, doordat er geen draad meer hoeft te worden aangesloten aan het op te laden apparaat
- bij gebruik in een vochtige omgeving geen corrosie van de contacten

Nadelen
- minder efficiënt, wegens groot energieverlies in de energieoverdracht
- verminderde mobiliteit
- duurder: er is een lader met primaire spoel nodig, plus een secundaire spoel in het op te laden apparaat

Zowel bij draadloos als mét draad opladen, geldt dat het op te laden apparaat niet te ver verwijderd kan zijn van de oplader.

## Voorbeelden
Een bekend voorbeeld van draadloos opladen is de elektrische tandenborstel, die in de jaren 1990 zijn intrede deed. Daarnaast gebruiken General Motors en Toyota draadloos opladen voor een aantal elektrische auto's, en is een aantal smartphone- en smartwatch-modellen voorzien van deze technologie.